# MTV Europe Music Awards 2001
Gli MTV Europe Music Awards 2001 sono stati trasmessi da Francoforte, Germania l'8 novembre 2001 in diretta dal Festhalle Frankfurt. È stata la 8 edizione della omonima premiazione e fu condotta dal rapper Ali G.
Fu la cerimonia degli EMAs più vista fino ad allora fino agli MTV Europe Music Awards 2007, e uno dei primi grandi eventi televisivi dopo gli attacchi terroristici dell'11 settembre 2001.
Si sono esibiti i Blink-182 con "First Date", i Depeche Mode con "Never Let Me Down Again", i Rammstein con "Ich will" e Kylie Minogue con "Can't Get You out of My Head". Jay-Z ha interpretato "Girls, Girls, Girls" e Craig David ha cantato "Walking Away" con un frammento di "One" degli U2.
A presentare i premi si sono alternati, tra gli altri, l'attrice Christina Ricci, la girl band Atomic Kitten, Nelly Furtado, le Sugababes e Claudia Schiffer.

## Esibizioni
- Kylie Minogue — "Can't Get You out of My Head"
- Dido — "Hunter"
- Basement Jaxx — "Where's Your Head At"
- Blink-182 — "First Date"
- Craig David — "Walking Away"
- Mary J. Blige — "Family Affair"
- Jay-Z — "Izzo (H.O.V.A.) / Girls, Girls, Girls"
- Depeche Mode — "Never Let Me Down Again"
- Fred Durst, Wes Scantlin e Jimmy Page — "Thank You"
- Rammstein — "Ich will"
- R.E.M. — "Imitation of Life"
- Travis — "Side"

## Vincitori
I vincitori sono indicati in grassetto.

### Miglior canzone
- Christina Aguilera, Lil' Kim, Mýa and Pink — "Lady Marmalade"
- Crazy Town — "Butterfly"
- Destiny's Child — "Survivor"
- Eminem (featuring Dido) — "Stan"
- Gorillaz — "Clint Eastwood"

### Miglior video
- The Avalanches — "Since I Left You"
- Fatboy Slim — "Star 69 / Weapon Of Choice"
- Gorillaz (featuring Del tha Funkee Homosapien) — "Clint Eastwood"
- Outkast — "Ms. Jackson"
- Robbie Williams — "Supreme"

### Miglior album
- Dido — No Angel
- Limp Bizkit — Chocolate Starfish and the Hot Dog Flavored Water
- Madonna — Music
- Travis — The Invisible Band
- U2 — All That You Can't Leave Behind

### Miglior artista femminile
- Mariah Carey
- Dido
- Janet Jackson
- Jennifer Lopez
- Madonna

### Miglior artista maschile
- Craig David
- Eminem
- Ricky Martin
- Shaggy
- Robbie Williams

### Miglior gruppo
- Destiny's Child
- Gorillaz
- Limp Bizkit
- R.E.M.
- U2

### Miglior rivelazione
- Craig David
- Dido
- Nelly Furtado
- Gorillaz
- Wheatus

### Miglior artista pop
- Anastacia
- Britney spears
- 'N Sync
- Shaggy
- Atomic kitten

### Miglior artista dance
- Basement Jaxx
- Daft Punk
- Faithless
- Gorillaz
- Roger Sanchez

### Miglior artista rock
- blink-182
- Crazy Town
- Limp Bizkit
- Linkin Park
- U2

### Miglior artista R&B
- Craig David
- Destiny's Child
- Janet Jackson
- Wyclef Jean
- Outkast

### Miglior artista hip-hop
- D12
- Missy Elliott
- Eminem
- Outkast
- P. Diddy

### Miglior sito di un artista
- Daft Punk (www.daftpunk.com)
- Depeche Mode (www.depechemode.com)
- Gorillaz (www.gorillaz.com)
- Limp Bizkit (www.limpbizkit.com)
- U2 (www.u2.com)

### Free Your Mind
- Treatment Action Campaign

## Premi regionali
Winners are in bold text.

### Miglior artista UK & Irlanda
- Craig David
- Artful Dodger
- Feeder
- Gorillaz
- S Club 7

### Miglior artista nordico
- Briskeby
- Emmi
- Eskobar
- Safri Duo
- Titiyo

### Miglior artista tedesco
- Die Ärzte
- Echt
- No Angels
- Rammstein
- Samy Deluxe

### Miglior artista italiano
- Elisa
- Marlene Kuntz
- Neffa
- Valeria Rossi
- Tiromancino

### Miglior artista olandese
- Anouk
- Bastian
- Brainpower
- Johan
- Kane

### Miglior artista francese
- Daft Punk
- Demon
- Manu Chao
- St. Germain
- Supermen Lovers

### Miglior artista polacco
- Fiolka
- Reni Jusis
- Kasia Kowalska
- Myslovitz
- Smolik

### Miglior artista spagnolo
- Jarabe de Palo
- La Oreja de Van Gogh
- Los Piratas
- Najwa
- Alejandro Sanz

### Miglior artista russo
- Alsou
- Bi-2
- Mumij Troll'
- t.A.T.u.
- Zemfira